# La Gioconda (film 1953)
La Gioconda è un film del 1953 diretto da Giacinto Solito.
Il soggetto è tratto dall'opera lirica omonima di Amilcare Ponchielli su libretto di Arrigo Boito.

## Produzione
Il film venne girato a Venezia negli studi della Scalera Film. 
I brani musicali sono eseguiti da Giuseppe Campora e dal baritono Antonio Manca Serra. 
Iscritto al Pubblico Registro Cinematografico con il n. 1.256, ebbe il visto di censura n. 15.207 del 19 ottobre 1953.